# 이수지 (희극인)
이수지(1985년 4월 2일~)는 대한민국의  희극 배우이다.

## 생애
1985년 4월 2일 태어나  서울특별시 은평구로 이주하였다. 예일여자고등학교와 동아방송대입학후 전공변경을위해 인덕대학교 방송연예과를 졸업하고 연예계에 데뷔하였다. 뛰어난 연기력으로 여러 스타들을 패러디하는 '패러디의 여왕'이라 불리는 등 개그우먼으로서 큰 인기를 끌며 KBS 연예대상에서 박지선과 김지민에 이어 세번째로 신인상, 우수상, 최우수상 등을 모두 수상하는 쾌거를 이뤘다. 특히 박지선과 김지민이 아직 수상하지 못했던 최우수코너상을 무려 두 번이나 수상받았다.

## 학력
- 서울녹번초등학교 (졸업)
- 선일여자중학교 (졸업)
- 예일여자고등학교 (졸업)
- 인덕대학교 방송연예과 전문학사 (졸업)
- 동아방송예술대학교 광고홍보과 (중퇴)

## 출연 작품

### 방송
- KBS2 《개그콘서트》
  - 〈리얼토크쇼〉
  - 〈막말자〉
  - 〈버티고〉
  - 〈불편한 진실〉
  - 〈아빠와 아들〉
  - 〈체포왕〉
  - 〈호랭이 언니들〉
  - 〈황해〉린자오밍 역
  - 〈편하게 있어〉김준현의 배우자 역
  - 〈선배, 선배!〉
  - 〈알포인트〉장사꾼 역
  - 〈스톡홀름 신드롬〉은행 직원 역
  - 〈기승전병〉
  - 〈HER (허ㄹ)〉누이 역
  - 〈가족같은〉김준호의 큰 딸 (수지 고모) 역
  - 〈꽃샘주의〉유도선수 수지짱 역
  - 〈세.젤.예 (세상에서 제일 예민한 사람)〉손님 역
  - 〈민상토론2〉최순실 역
  - 〈둘이서도 잘해요〉
  - <연기돌>
  - 〈부담거래〉아주머니 (조래훈의 엄마) 역
  - 〈아무말 대잔치〉
  - 〈봉숭아학당〉문 교장 배우자 (김정숙 여사) 역
  - 〈꼬맨스〉초등학생 역
- KBS2 《개그 스타》
  - 〈에구구구〉
- SBS 《웃찾사》
- KBS2 《뮤직뱅크》게스트
- SBS 파워FM 《올드 스쿨》
- KBS2 《7인의 미스코리아》
- MBC 표준FM 《최양락의 재미있는 라디오》
- EBS1 《EBS 다큐프라임 - 웹툰 다큐 '우리집 꼰대'》 3부. 아빠 보고서 - 버선버섯 작가 - 내레이션
- KBS2 《영화가 좋다》 1+1 (with 송병철), 덕력충전소 (699~)
- KBS1 《애니야 놀자》
- JTBC 《님과 함께 시즌 2 - 최고의 사랑》
- MBC 《미스터리 음악쇼 복면가왕》 - 정체가 오리무중 오리배 <참가자>
- KBS2 《슈퍼맨이 돌아왔다》 - 나레이션
- tvN 《코미디빅리그》 (2019년)
- KBS2 《코미디의 전당》 (2019년)
- KBS1 《이슈 픽 쌤과 함께》 (2020년 ~ 현재)
- 쿠팡플레이 《SNL 코리아》 (2021년 ~ 현재)
- TV CHOSUN 《조선의 사랑꾼》 - 오나미 편 VCR 출연
- MBC 《황금어장 라디오스타》 게스트
- KBS2 《옥탑방의 문제아들》게스트
- JTBC 《아는 형님》 게스트
- IHQ 《맛있는 녀석들》 - (2023년)
- MBC 《구해줘! 홈즈》 게스트
- TV CHOSUN 유튜브 《뉴민상》 게스트
- TV CHOSUN 《잘 빠지는 연애》
- SBS 《마이턴》

### 드라마 & 시트콤
- 2014년 SBS 드라마 스페셜 《내겐 너무 사랑스러운 그녀》 ... 안다정 역
- 2015년 JTBC 금요드라마 《순정에 반하다》... 오미루 역
- 2016년 MBC 수목드라마 《한 번 더 해피엔딩》 ... 콜센터 직원 역
- 2016년 MBC 수목드라마 《역도요정 김복주》
- 2016년 KBS2 금요시트콤 《마음의 소리》
- 2017년 JTBC 금토드라마 《힘쎈여자 도봉순》
- 2017년 KBS2 금토드라마 《최고의 한방》 ... 보이스 피싱 사기꾼 역
- 2018년 iHQ DRAMA & MBN 수목드라마 《마성의 기쁨》 ... 주기쁨 매니저 역
- 2019년 JTBC 월화드라마 《꽃파당: 조선혼담공작소》 ... 오낭자 역
- 2020년 채널A 금토드라마 《터치》 ... 강채원 역
- 2020년 JTBC 수목드라마 《쌍갑포차》 ... (특별 출연)
- 2023년 ENA 월화드라마 《신병 시즌 2》 ... 박민주 역
- 2025년 쿠팡플레이 오리지널 드라마 《직장인들》 ... 이수지 역
- 2025년 ENA 월화드라마 《신병 시즌 3》 ... 박민주 중사 역
- 2025년 ENA 월화드라마 《살롱 드 홈즈》 ... 박수지 역

### 영화
- 《궁합》 (2018년) - 말년 역

### 라디오
- tbs FM 《나선홍 이수지의 유쾌한 만남》
- 2017년 5월 15일 ~ 2019년 6월 30일 : KBS 쿨FM(수도권 FM 89.1MHz)/지역권 KBS 해피FM 《이수지의 가요광장》

## 경력
- 2013년 10월 보이스피싱 근절 홍보대사
- 2013년 11월 공인전자주소 샵메일 제도 공식 홍보대사
- 2018년 12월 양주시 홍보대사

## 유행어

### KBS2《개그콘서트》
- 저 진짜 팬이거든요! (리얼토크쇼)
- OO가 XX인데 많이 놀라셨죠~? 저도 OO이 XX을 하는 거 보고 많이 놀랐습니다.(황해)
- 니 돌았니~? 니 이리가지고 밥 빌어먹고 살겠니?(황해)
- 한 껀도 못했습니다(황해)
- OO하고 싶으면 1번 OO하고 싶지 않으면 2번을 눌러 주세요. (황해)
- 나가!!! (편하게 있어)
- 지금 시간이 몇시인데? (편하게 있어)
- 뭐 OOO(음식이름)? (편하게 있어)
- 이를 어찌하면 좋으니? 오늘도 한 껀도 못했다. (황해)
- 아유! 니 때문에 다 망했다. (황해)
- 나? 개콘대학교 14학번 이수지! 난 개대의 여신이 될 거야! 꺄르르 꺄르르~! 꺄르르 꺄르르~! (선배, 선배!)
- 선배 미워! 마이너스 100점!! (선배, 선배!)
- 땡! 탈락! (선배,선배!)
- 선배 플러스 100점!! (선배, 선배!)
- 앞으로 수지랑 ~ 금지!! (선배, 선배!)
- 훈이 ~ (HER)
- 어머나 세상에 망측스러워 ~ (HER)
- ~하면 큰일나! (HER)
- 죽었어! 팔복이 동생 팔순이는 (HER)
- 역병에 걸리고 말았어 ~ (HER)
- 훈이도 그렇게 내 곁을 떠날 거잖아 ~ 난 맘 못 주네!(HER)
- 사루비아 같은 그런 달콤한 말에 넘어갈 줄 알아?(HER)
- 훈이 안녕~! (HER)
- OOO는 그러는 거 아니야!! (가족같은)
- 아버지는 가만히 계세요!! (가족같은)
- 저도 아버지한테 힘으로 안 져요!! (가족같은)
- 온다요! 온다요! OO가 온다요! (꽃샘주의)
- 심쿵~! (꽃샘주의)
- 와~! 페이스 말린다요! (꽃샘주의)
- 완전넘어간다요! (꽃샘주의)
- 연기에 OOO란 존재하지 않습니다! (연기돌)
- 이게 바로 연기의 정!신! (연기돌)
- 저.. 검사님? (부담거래)
- 나 왜 이 꼬라지여? (부담거래)
- 잘한다~! (봉숭아학당)
- ~ 오졌따리 (꼬맨스)

## 수상 경력
- 2008년 SBS 개그맨 선발대회 은상
- 2013년 KBS 연예대상 코미디부문 최우수코너상
- 2014년 KBS 연예대상 코미디부문 여자 신인상
- 2015년 KBS 연예대상 코미디부문 여자 우수상
- 2016년 KBS 연예대상 코미디부문 여자 최우수상
- 2016년 KBS 연예대상 코미디부문 최우수코너상
- 2017년 제44회 한국방송대상 코미디언상
- 2018년 제6회 대한민국 예술문화인대상 라디오진행 부문
- 2023년 제31회 대한민국 문화연예대상 예능스타상
- 2024년 올해의 브랜드 대상 개그우먼 부문
- 2025년 대한민국 퍼스트브랜드 대상 개그우먼 부문
- 2025년 제61회 백상예술대상 방송부문 여자 예능상
- 2025년 제4회 청룡시리즈어워즈 여자예능인상